# Gmina Lääne-Nigula
Gmina Lääne-Nigula (est. Lääne-Nigula vald) – gmina w Estonii, utworzona w 2013 roku z połączenia gmin Oru, Risti i Taebla. W 2017 roku włączono do niej kolejne 4 gminy: Kullamaa, Martna, Noarootsi i Nõva. W 2022 roku gminę zamieszkiwały 6794 osoby.
Powierzchnia gminy wynosi 1448,78 km², gęstość zaludnienia: 4,7 os./km².

## Miejscowości
W skład gminy Lääne-Nigula wchodzi 115 miejscowości: Allikmaa, Allikotsa, Auaste, Aulepa, Dirhami, Ehmja, Einbi, Elbiku, Enivere, Hara, Hindaste, Hosby, Höbringi, Ingküla, Jaakna, Jalukse, Jõesse, Jõgisoo, Kaare, Kaasiku, Kabeli, Kadarpiku, Kalju, Kasari, Kastja, Kedre, Keedika, Keravere, Keskküla, Keskvere, Kesu, Kirimäe, Kirna, Koela, Kokre, Koluvere, Kudani, Kuijõe, Kuke, Kullamaa, Kullametsa, Kuluse, Kurevere, Kärbla, Laiküla, Leediküla, Leila, Lemmikküla, Liivaküla, Liivi, Linnamäe, Luigu, Martna, Mõisaküla, Mõrdu, Männiku, Nigula, Nihka, Niibi, Niinja, Nõmme, Nõmmemaa, Nõva, Ohtla, Oonga, Oru, Osmussaare, Paslepa, Peraküla, Piirsalu, Putkaste, Pälli, Päri, Pürksi, Rannajõe, Rannaküla, Rehemäe, Riguldi, Rooslepa, Rõude, Rõuma, Saare, Salajõe, Saunja, Seljaküla, Silla, Soolu, Soo-otsa, Spithami, Sutlepa, Suure-Lähtru, Suur-Nõmmküla, Tagavere, Tahu, Tammiku, Telise, Tuka, Tuksi, Turvalepa, Tusari, Ubasalu, Uugla, Uusküla, Vaisi, Vanaküla (Noarootsi), Vanaküla (Martna), Variku, Vedra, Vidruka, Võntküla, Väike-Lähtru, Väike-Nõmmküla, Väänla, Österby, Üdruma.